# The Devil Wears Prada
 Denne artikel bør gennemlæses af en person med fagkendskab for at sikre den faglige korrekthed.

The Devil Wears Prada er en komediefilm fra 2006 instrueret af David Frankel og produceret af Wendy Finerman. Filmen er baseret på Lauren Weisbergers roman af samme navn. Meryl Streep spiller et stort modemagasins magtfulde chefredaktør Miranda, og Anne Hathaway spiller den unge Andrea, som får arbejde som Mirandas assistent.

## Mirandas familie
Miranda har en lille familie med mand og tvillingedøtre. Vi ved ikke mere om hendes familie.

### Stephen Priestly
Stephen er Mirandas nye mand, og han er en lidt komisk figur og er meget stolt over at være "Mr. Priestly". Han tror, at hele verden ligger for hans fødder fordi at han er gift med Miranda Priestly. Det gør, at han ikke får så mange venner. Han er slet ikke gode venner med Irv Ravitz, da han er tarvelig over for ham og bare tror, at han kan bestemme over dem, der skal følge Miranda. Han har hvidt kort hår, et rynket ansigt og bitte små øjne. Stephen kan ikke lide at Miranda arbejder over, og dropper aftaler for arbejdet. Det gør, at Stephen vil skilles fra Miranda.
I filmen bliver Stephen Priestly spilet af James Naughton

### Caroline & Cassidy Priestly
Caroline og Cassidy er Mirandas tvillingedøtre. De er ca. ti år gamle. De har let orange skulderlangt, pjusket hår. De er selvoptagede og forkælede møgunger. De behandler Andy dårligt og håber at få hende fyret eller ydmyget. De narrer hende og får hende til at gå op ad deres trappe. De har en mor, det er Miranda, og en far som er ukendt, og de tager toget ud til så tit de kan. De kan virkelig fedte over for deres mor.
I filmen spilles Caroline af Colleen Dengel
I filmen spilles Cassidy af Suzanne Dengel

## Andys familie & venner
Andy har en lidt større familie end Miranda. Hun har forældre, der er kendte, og gode venner der støtter hende.

### Richard Sachs
Richard Sachs er Andys far. Han bor med Andys mor i Cincinnati i Ohio. Han er lidt gammel og begyndt at tabe håret. Han er velhavende og betaler nogle gange Andys husleje. Han er stille og rolig og elsker sin datter meget højt. De mødes på en fin restaurant og ser "Chicago the musical" på Broadway. Han har en sød kone og datter. 
I filmen spilles Richard Sachs af David Marshall Grant

### Nate
Den lækre Nate er kæreste med Andy og de bor sammen i den lille lejlighed. Han arbejder som kok på en lille og ikke særlig god restaurant. Han søgte ind på en fin restaurant, men fik afslag. Han må nøjes med det andet job, men det er også okay for ham. Han er mørk, høj og lækker med brune krøller og søde brune øjne. Han er sød og elsker at lave sjov med Andy. Han løber rundt og leger Andy, men det er sødt nok. Han hader Runway og Miranda og synes at mode er åndsvagt. Men han er ligeglad med Andys job. Han er kun interesseret i at Andy er sød, og klog nok til at forstå ting. Han er bedste ven med Doug, og de elsker at gøre grin sammen.
I filmen spilles Nate af Adrian Grenier

### Lily
Lily er mørk, tynd og har opsat sorte krøller. Hun er køn og er designer på en kunstudstilling. Hun er bedste veninde med Andy og har kendt hende i 16 år. Hun kunne bedst lide den gamle Andy. Hun bekymrer sig om Andy og hader at Andy skal rende rundt med Christian og ikke med Nate. Hun hader Christian. Hun har en mand, det er Doug. Lily elsker Marc Jacobs' tasker og får selv en dyr Marc Jacobs til 1900$ af Andy. Hun elsker Andy over alt på jorden.
I filmen bliver Lily spillet af Tracie Thoms

### Doug
Doug er en let tyk mørkhåret fyr, som er gift med Lily. Han elsker hende højt og er meget piget. Han ved mere om makeup, mode og designere end Lily gør. Han elsker at være en moderne mand. Men han elsker også at være sammen med sine venner og spille Texas. Han er investeringsrådgiver. Han synes at det er et lortejob. Han er sjov og ret klog og sjov og elsker at lave sjov med Nate og Andy og Lily.
I filmen bliver Doug spillet af Rich Sommer

## Medvirkende
- Anne Hathaway – Andrea "Andy" Sachs, juniorassistent til Miranda
- Meryl Streep – Miranda Priestly, redaktør på magasinet Runway
- Emily Blunt – Emily Charlton, Mirandas førsteassistent
- Stanley Tucci – Nigel, art director på Runway
- Adrian Grenier – Nate, kok og Andreas kæreste
- Simon Baker – Christian Thompson, lovende skribent